# سد تشيراتا
سد سيراتا هو سد ترابي على نهر سيتاروم في جاوة الغربية بإندونيسيا. يقع على بعد 100 كم (62 ميل) جنوب شرق جاكرتا. تم بناؤه بين عامي 1984 و 1988 لغرض أساسي هو توليد الطاقة الكهرومائية والضوئية. تشمل الأغراض الأخرى التحكم في الفيضانات وتربية الأحياء المائية وإمدادات المياه والري. يقع السد الذي يبلغ ارتفاعه 125 مترًا (410 قدمًا) والمغطى بالصخور الخرسانية قبل منعطف حاد في النهر ويحجز خزانًا بسعة تخزين إجمالية تبلغ 2،165،000،000 متر مكعب (1،755،194 فدانًا). تبلغ مساحة الخزان 62 كيلومترًا مربعًا (24 ميلًا مربعًا).  

## الطاقة الكهرومائية
تقع محطة الطاقة الكهرومائية على الجانب الشمالي من منعطف النهر وتحتوي على ثمانية مولدات من التوربين من نوع فرانسيس بقدرة 126 ميغاوات. وتبلغ قدرتها الإجمالية المركبة 1008 ميغاوات وتوليد سنوي يبلغ 1426 جيجاوات في الساعة. تم الانتهاء من محطة الطاقة على مرحلتين، وتم الانتهاء من المرحلة الثانية في عام 1998. تعمل المحطة في الغالب كمحطة طاقة ذروة وهي أكبر محطة طاقة كهرومائية في إندونيسيا. 

## الألواح الشمسية العائمة
في 9 نوفمبر 2023، بدأت الألواح الشمسية العائمة التي تم بناؤها فوق السد في العمل. تبلغ قدرتها 192 ميجاوات، مما يجعلها أكبر محطة طاقة شمسية عائمة في جنوب شرق آسيا.
تساهم محطة الطاقة الشمسية وحدها في تحقيق صافي انبعاثات صفرية تبلغ 245 جيجاوات ساعة (جيجاوات ساعة) من الطاقة النظيفة والمتجددة وتقليل انبعاثات الكربون بمقدار 210.000 طن من ثاني أكسيد الكربون سنويًا. 